# Danuta Lipińska-Nowakowska
Danuta Lipińska-Nowakowska (ur. 6 sierpnia 1927 w Warszawie, zm. 14 grudnia 1966 w Myślenicach) – polska aktorka teatralna.

## Życiorys
Jeszcze przed II wojną światową ukończyła szkołę powszechną ss. Urszulanek w Krakowie. Po wojnie zdała maturę w  Gimnazjum im. Hetmana Jana Tarnowskiego w Tarnowie (1947) i rozpoczęła studia geograficzne na Uniwersytecie Jagiellońskim w Krakowie. Po trzech latach przeniosła się na tamtejszą Państwową Wyższą Szkołę Teatralną, którą ukończyła w 1954 roku. W kolejnych latach występowała w Teatrze Wybrzeże w Gdańsku (1954−1955), Teatrze Ludowym w Krakowie (1955–1957), Teatrze im. Juliusza Osterwy w Lublinie (1957−1958) oraz Teatrze im. Stefana Żeromskiego w Kielcach (1959–1961). W 1962 roku została zaangażowana do Teatru Rozmaitości w Krakowie, gdzie grała aż do śmierci.
W 1952 roku wyszła za mąż za aktora Macieja Nowakowskiego. Zmarła w szpitalu w Myślenicach, wskutek obrażeń odniesionych w katastrofie autobusowej 14 grudnia 1966 roku na „Zakopiance”, niedaleko Lubnia. Wówczas to pojazd wiozący m.in. grupę aktorów na spektakl w Zakopanem zderzył się z innym autokarem, wiozącym dzieci. W wypadku zginęli również aktorzy: Kazimiera Lutówna, Józef Barański, Adam Fiut i Jan Zieliński. Została pochowana na cmentarzu Rakowickim w Krakowie.